# Šoani
Šoani (čečensky Шоани, Šoani; gruzínsky შანი, Šani, rusky Шан, Šan, z vajnachského шен – „ledovec“) je nejvyšší hora Ingušska na hranici s Gruzií. Nachází se na stejnojmenném hřbetu, který je součástí bočního kavkazského hřbetu v pohoří Velký Kavkaz mezi řekami Kistinka (na západě) a Šongon (na východě).
Název hory je společný s názvem ingušského tejpu Šoan-choj (čečensky Шоанхой), který obýval východní svah Šoani a údolí řeky Šongon do roku 1944, než se stal obětí sovětské deportace Čečenců a Ingušů v roce 1944, kterou 50 až 60% nepřežilo.